# العلاقات السريلانكية الغيانية
العلاقات السريلانكية الغيانية هي العلاقات الثنائية التي تجمع بين سريلانكا وغيانا.

## مقارنة بين البلدين
هذه مقارنة عامة ومرجعية للدولتين:
| وجه المقارنة                                              | سريلانكا                         | غيانا        |
| --------------------------------------------------------- | -------------------------------- | ------------ |
| المساحة (كم2)                                             | 65.61 ألف                        | 214.97 ألف   |
| عدد السكان (نسمة)                                         | 21.44 مليون                      | 777.86 ألف   |
| الكثافة السكانية (ن./كم²)                                 | 326.78                           | 3.62         |
| العاصمة                                                   | سري جاياواردنابورا كوتي، كولمبو  | جورج تاون    |
| اللغة الرسمية                                             | اللغة السنهالية، اللغة التاميلية | لغة إنجليزية |
| العملة                                                    | روبية سريلانكي                   | دولار غياني  |
| الناتج المحلي الإجمالي (بليون دولار)                      | 87.17 مليار                      | 3.68 مليار   |
| الناتج المحلي الإجمالي (تعادل القوة الشرائية) بليون دولار | 246.62 مليار                     | 5.77 مليار   |
| الناتج المحلي الإجمالي الاسمي للفرد دولار أمريكي          | 3.93 ألف                         | 4.13 ألف     |
| الناتج المحلي الإجمالي للفرد دولار أمريكي                 | 11.11 ألف                        |              |
| مؤشر التنمية البشرية                                      | 0.757                            |              |
| رمز المكالمات الدولي                                      | +94                              | +592         |
| رمز الإنترنت                                              | .lk،                             | .gy          |
| المنطقة الزمنية                                           | ت ع م+05:30                      | 00           |

## منظمات دولية مشتركة
يشترك البلدان في عضوية مجموعة من المنظمات الدولية، منها:
| علم المنظمة | اسم المنظمة                               | تاريخ انضمام سريلانكا | تاريخ انضمام غيانا |
| ----------- | ----------------------------------------- | --------------------- | ------------------ |
|             | مؤسسة التنمية الدولية                     | 27 يونيو 1961         | 4 يناير 1967       |
|             | يونسكو                                    | 14 نوفمبر 1949        | 21 مارس 1967       |
|             | وكالة ضمان الاستثمار متعدد الأطراف        | 27 مايو 1988          | 18 يناير 1989      |
|             | الأمم المتحدة                             | 14 ديسمبر 1955        | 20 سبتمبر 1966     |
|             | دول الكومنولث                             | 1948                  | ?                  |
|             | الاتحاد البريدي العالمي                   | ?                     | ?                  |
|             | البنك الدولي للإنشاء والتعمير             | 29 أغسطس 1950         | 26 سبتمبر 1966     |
|             | الاتحاد الدولي للاتصالات                  | 1897                  | 8 مارس 1967        |
|             | منظمة حظر الأسلحة الكيميائية              | ?                     | ?                  |
|             | مؤسسة التمويل الدولية                     | 20 يوليو 1956         | 4 يناير 1967       |
|             | المركز الدولي لتسوية المنازعات الاستشارية | 11 نوفمبر 1967        | 10 أغسطس 1969      |
|             | منظمة التجارة العالمية                    | ?                     | ?                  |
|             | منظمة الشرطة الجنائية الدولية             | ?                     | ?                  |

## وصلات خارجية
- موقع وزارة الخارجية السريلانكية
- موقع وزارة الخارجية الغيانية